# Villardompardo
Villardompardo – gmina w Hiszpanii, w prowincji Jaén, w Andaluzji, o powierzchni 17,47 km². W 2011 roku gmina liczyła 1101 mieszkańców.